# Pachypodium
Pachypodium es un género de árboles y arbustos suculentos con espinas perteneciente a la familia Apocynaceae. Son nativos del sur de África, Namibia, Angola y Madagascar y comprende 23 especies. 

## Descripción
Las especies de este género son plantas suculentas con tallos o troncos gruesos donde almacenan agua. Algunos alcanzan alturas de hasta 6 m, y durante la temporada de crecimiento, presentan hojas simples en las puntas o ápices de los tallos, las cuales se caen en la estación seca. 
Además, en las axilas de las hojas, presentan estípulas en forma de espinas, las cuales aparecen en parejas o en tríos. Las flores son hermafroditas, quíntuples y de simetría radial. Son relativamente grandes y se caracterizan por poseer cinco pétalos fusionados de color rosa a blanco o amarillo. Eso si, la especie suele tardar más de diez años desde la germinación hasta la primera floración.

## Distribución y hábitat
Es originario de África, y de las 23 especies de Pachypodium que existen, 18 se encuentran en Madagascar y 5 en el sur de África. Suele crecer en zonas donde hay estaciones secas importantes que duran entre cinco y diez meses. Por ejemplo, son comunes en los bosques caducifolios secos de Madagascar, con su larga estación seca y suelos muy calcáreos.
Tanto en África continental como en Madagascar, los Pachypodium crecen a una amplia variedad de altitudes, que van desde el nivel del mar (donde algunas especies, como P. geayi, crecen en dunas de arena) hasta los 1600 m en el caso de P. lealii en el sur de África y los 1900 m en el caso de P. brevicaule en Madagascar.

## Taxonomía
El género Pachypodium fue descrito por el botánico británico John Lindley y publicado por primera vez en la revista ilustrada Edwards's Botanical Register 16: t. 1321 en 1830.

Etimología
Pachypodium: nombre genérico que proviene de la combinación de dos términos del griego antiguo: pachys (que significa 'grueso') y podium (que significa 'pie' o 'base'), haciendo referencia a la característica morfología de muchas especies del género, que suelen tener troncos o tallos robustos y suculentos.

## Usos
Algunas de las especies de este género son muy apreciadas como plantas ornamentales.

## Especies aceptadas
Actualmente, el género Pachypodium consta de 23 especies aceptadas según la Plants of the World Online (POWO):
| Imagen | Nombre científico                                                                 | Distribución                                                        |
| ------ | --------------------------------------------------------------------------------- | ------------------------------------------------------------------- |
|        | Pachypodium ambongense Poiss.                                                     | Noroeste de Madagascar                                              |
|        | Pachypodium baronii Costantin & Bois                                              | Norte de Madagascar                                                 |
|        | Pachypodium bispinosum (L.f.) A.DC.                                               | Este de la provincia del Cabo                                       |
|        | Pachypodium brevicaule Baker                                                      | Centro de Madagascar                                                |
|        | Pachypodium decaryi Poiss.                                                        | Norte de Madagascar                                                 |
|        | Pachypodium densiflorum Baker                                                     | Centro de Madagascar                                                |
|        | Pachypodium eburneum Lavranos & Rapanarivo                                        | Centro de Madagascar                                                |
|        | Pachypodium enigmaticum Pavelka, Prokes, V.Vlk, Lavranos, Zídek & Ramav.          | Madagascar                                                          |
|        | Pachypodium geayi Costantin & Bois                                                | Suroeste de Madagascar                                              |
|        | Pachypodium horombense Poiss.                                                     | Sur de Madagascar                                                   |
|        | Pachypodium inopinatum Lavranos                                                   | Norte de Madagascar                                                 |
|        | Pachypodium lamerei Drake                                                         | Centro y sur de Madagascar                                          |
|        | Pachypodium lealii Welw.                                                          | Desde el suroeste de Angola a Namibia                               |
|        | Pachypodium menabeum Leandri                                                      | Oeste de Madagascar                                                 |
|        | Pachypodium mikea Lüthy                                                           | Oeste-suroeste de Madagascar                                        |
|        | Pachypodium namaquanum (Wyley ex Harv.) Welw.                                     | Desde el sur de Namibia hasta el noroeste de la provincia del Cabo. |
|        | Pachypodium rosulatum Baker                                                       | Madagascar                                                          |
|        | Pachypodium rutenbergianum Vatke                                                  | Norte y oeste de Madagascar                                         |
|        | Pachypodium saundersii N.E.Br.                                                    | Sur de África tropical y del sur                                    |
|        | Pachypodium sofiense (Poiss.) H.Perrier                                           | Centro-norte y centro-oeste de Madagascar.                          |
|        | Pachypodium stenanthum (Costantin & Bois) J.-B.Castillon, J.-P.Castillon & Rapan. | Madagascar                                                          |
|        | Pachypodium succulentum (L.f.) Sweet                                              | Sudáfrica                                                           |
|        | Pachypodium windsorii Poiss.                                                      | Norte de Madagascar                                                 |